# Ancylonotopsis nigrovittipennis
Ancylonotopsis nigrovittipennis là một loài bọ cánh cứng trong họ Cerambycidae.